# Illumineret manuskript
Et illumineret manuskript er et formelt udarbejdet dokument, hvor teksten er dekoreret med udsmykninger såsom borter og miniatureillustrationer. De blev ofte brugt i den romersk-katolske kirke til bønner og liturgiske bøger såsom psalterier og høvisk litteratur, men praksissen fortsatte også i verdslige tekster fra 1200-tallet og frem og omfattede typisk kundgørelser, lovtekster, chartere, inventarlister og skøder.
De tidligste overleverede illuminerede manuskripter stammer fra senantikken og dateres til mellem år 400 og 600 e.v.t. Eksempler inkluderer Vergilius Romanus, Vergilius Vaticanus og Rossanoevangelierne. Størstedelen af de bevarede manuskripter stammer dog fra middelalderen, selvom mange også overlever fra renæssancen. Mens islamiske manuskripter også kan kaldes illuminerede og bruger stort set de samme teknikker, omtales tilsvarende værker fra Fjernøsten og Mesoamerika som malede.
De fleste manuskripter – illuminerede eller ej – blev skrevet på pergament frem til det 2. århundrede f.v.t., hvor et mere raffineret materiale kaldet vellum (kalveskind) angiveligt blev introduceret af kong Eumenes 2. af Pergamon. Dette blev gradvist standarden for luksusmanuskripter, selvom moderne forskere ofte er tilbageholdende med at skelne mellem pergament og vellum, og skind fra forskellige dyr kunne blive brugt. Siderne blev normalt indbundet som kodekser (moderne bogformat), selvom den ældre skriftrulleform også blev anvendt i visse tilfælde. Enkelte illuminerede fragmenter findes endda på papyrus. Bøger varierede i størrelse fra små som moderne lommelitteratur (f.eks. lommeevangelier) til meget store som korsangsbøger og atlantiske bibler, der krævede mere end én person til at løfte dem.
Papirmanuskripter dukkede op i senmiddelalderen. Det usædvanligt tidlige Missale fra Silos fra 1000-tallet stammer fra Spanien tæt på de muslimske papirfabrikker i Al-Andalus. Tekstmanuskripter på papir blev mere almindelige, men det dyrere pergament blev fortsat brugt til illuminerede manuskripter helt frem til periodens afslutning. Meget tidlige trykte bøger efterlod plads til røde tekster (kaldet rubrikker), miniatureillustrationer og illuminerede initialer, som blev tilføjet i hånden. Tegninger i marginerne (kaldet marginalia) gjorde det også muligt for skriverne at tilføje noter, diagrammer, oversættelser og endda komiske elementer.
Introduktionen af bogtryk førte hurtigt til illuminationens tilbagegang. Illuminerede manuskripter blev fortsat produceret i begyndelsen af 1500-tallet, men kun i små mængder og primært for de meget velhavende. De hører til de mest almindelige overlevende genstande fra middelalderen – mange tusinder eksisterer fortsat. De udgør samtidig de bedst bevarede eksempler på middelalderlig malerkunst – og for mange perioder og regioner er de de eneste bevarede malerier.

### Billeder
- Illuminated Manuscripts in the J. Paul Getty Museum – Los Angeles
- Illuminating the Manuscript Leaves Arkiveret 1. november 2019 hos  Wayback Machine Digitized illuminated manuscripts from the University of Louisville Libraries
- 15 pages of illuminated manuscripts from the Ball State University Digital Media Repository
- Digitized Illuminated Manuscripts – Complete sets of high-resolution archival images from the Walters Art Museum
- Collection of Armenian Illuminated Manuscripts - A full collection with high resolution images of Armenian Illuminated Manuscripts

### Flere henvisninger
- UCLA Library Special Collections collection of Medieval and Renaissance manuscripts
- British Library, catalogue of illuminated manuscripts Arkiveret 1. marts 2013 hos  Wayback Machine
- Collection of illuminated manuscripts. From the Koninklijke Bibliotheek and Museum Meermanno-Westreenianum in The Hague.
- Demonstration of the production of an illuminated manuscript from the Fitzwilliam, Cambridge (Flash player needed) Arkiveret 14. januar 2020 hos  Wayback Machine
- CORSAIR Arkiveret 7. januar 2012 hos  hos Library of Congress. Thousands of digital images from the Morgan Library's renowned collection of medieval and Renaissance manuscripts
- Manuscript Miniatures, a collection of illustrations from manuscripts made before 1450